# Xupá
Xupá es un sitio arqueológico de la cultura maya localizado en el valle de Chancalá del municipio de Palenque en el estado de Chiapas, México sobre las cercanías del río Chacamax. El sitio constituyó un centro ceremonial secundario de la subregión palencana y fue una ciudad subordinada como provincia al reino de Palenque. Las ruinas de Xupá muestran una notable influencia con la arquitectura del estilo del grupo de las cruces ubicado en Palenque y constan de varios montículos y un templo abovedado finamente decorado alrededor de una plaza.

## Historia
Xupá tuvo sus orígenes al término del periodo preclásico tardío y se desarrolló en el periodo clásico de la civilización maya en un contexto geopolítico regional dominado por Palenque. Por su ubicación geográfica en el valle de Chancalá se mantuvo como un importante dominio del reino de Palenque junto a otros sitios subordinados y comunicados como La Cascada y San Juan Chancalaíto.
Xupá fue documentado por primera vez por el arqueólogo Teobert Maler en 1898, Maler describió las ruinas de Xupá como un sitio de grandes dimensiones dando una conclusión temprana de que igualaba el nivel de importancia de Palenque, aunque investigaciones posteriores confirmarían que el sitio no alcanzó una gran extensión. En el sitio realizó una ilustración de un tablero encontrado al interior del templo principal de Xupá, el denominado Tablero de Xupá muestra a una mujer vistiendo un atuendo ceremonial y cargando la figura de una deidad en la espalda ilustrado con un estilo propio del arte palencano.
En 1923 el arqueólogo Frans Blom realizó una exploración en Xupá luego de recibir reportes de la existencia de montículos por parte de los pobladores de un campamento petrolero cercano, en el sitio destacó como hallazgo más importante el templo principal de Xupá anteriormente descrito por Maler mientras que el tablero que había en su interior ya había sido saqueado. Actualmente se sabe que el tablero está expuesto en el Museo de Young de San Francisco, California.  